# Acratóforo
Acratóforo (em grego: ἀκρατοφόρον; romaniz.: akratophóron; em latim: acratophorum; literalmente "trazer o vinho puro") era o vaso de cerâmica usado na Grécia Antiga para servir vinho puro, fato que o distinguia da cratera onde bebida era diluída. Quando dedicados a Baco, os vasos eram fabricados com ouro ou prata e depositados nos tesouros do templo.